# Бурлака Віктор Анатолійович
Віктор Анатолійович Бурлака (*26 червня 1948) — український учений-зоотехнік. Доктор сільськогосподарських наук, професор, заслужений працівник освіти України,  Академік АН ВШ України з 2009 р.

## Біографія
У 1975 р. закінчив Кам'янець-Подільський сільськогосподарський інститут за спеціальністю «Зоотехнія». З 1975 р. навчався в аспірантурі при кафедрі годівлі тварин і технології кормів, НАУ (м.Київ). 
З 1985 р.  — асистент кафедри гігієни тварин НАУ, з 1991 р. — доцент. У 1991 р. успішно захистив докторську дисертацію з годівлі тварин. У 1997 р. йому присвоєно звання професора. Згодом перейшов на роботу у Тверську сільськогосподарську академію на посаду завідувача кафедри годівлі тварин. З 2001 р. працює завідувачем кафедри годівлі тварин та технології кормів у Державному агроекологічному університеті. У 1982 р. захистив кандидатську дисертацію,  а у 1991 р. — докторську.

## Наукова діяльність
Наукові інтереси: екологія і технологія отримання та використання біоферментованих відходів виробництв у тваринництві, питання екології, відновлення порушених екосистем шляхом комплексної інтродукції біоти, розв’язування проблем промислового виробництва свинини, використання мінеральних добавок, біологічно активних речовин у годівлі тварин і птиці з метою зниження кумулятивності важких металів в організмі тварин.
Автор  277 наукових робіт, з них 12 навчальних посібників, 5 монографій,  8 наукових рекомендацій, 7 авторських свідоцтв на винахід, 16 технологічних умов для виготовлення кормів та кормових домішок.
Член Вченої ради університету і технологічного факультету, член редколегії науково-технічного збірника «Вісник Житомирського національного агроекологічного університету (м. Житомир)». 